# Oberbüren
Oberbüren é uma comuna da Suíça, no Cantão São Galo, com cerca de 3.959 habitantes. Estende-se por uma área de 17,71 km², de densidade populacional de 224 hab/km². Confina com as seguintes comunas: Flawil, Gossau, Niederbüren, Niederhelfenschwil, Oberuzwil, Uzwil, Zuzwil.
A língua oficial nesta comuna é o Alemão.